# Gottmannsdorf

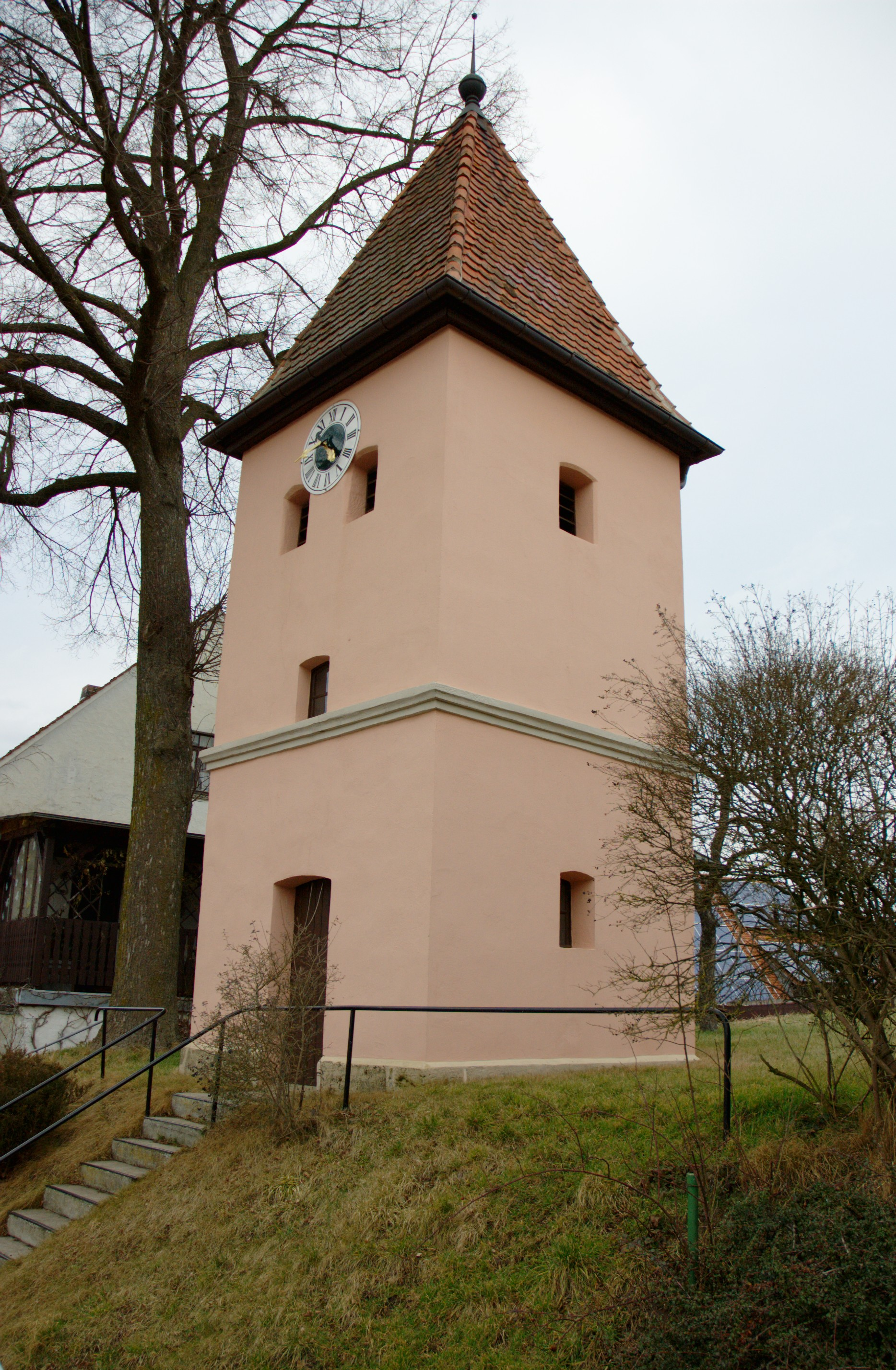
Kapelle

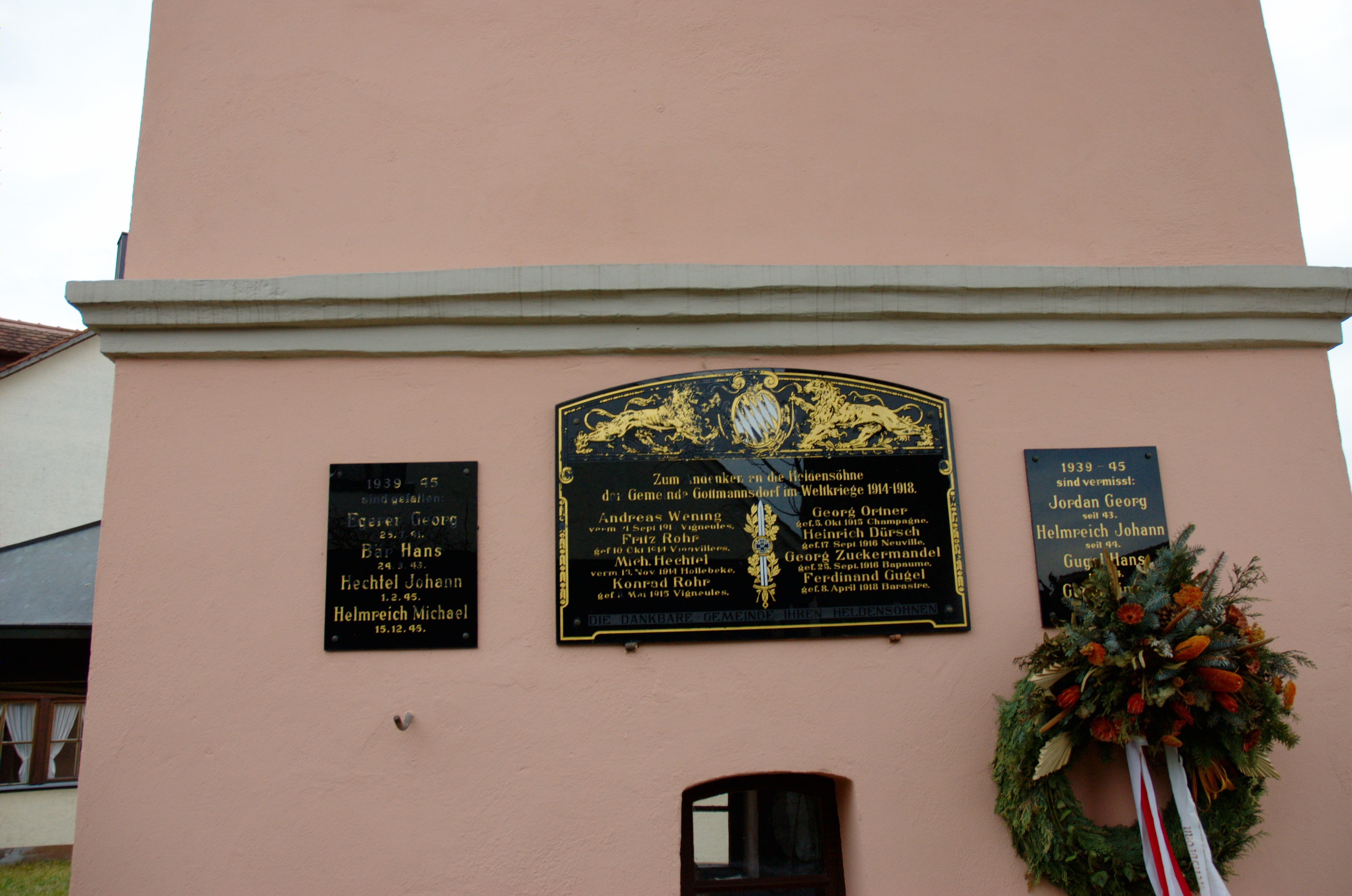
Kapelle, Gedenktafel für die gefallenen Soldaten aus dem Ersten und Zweiten Weltkrieg

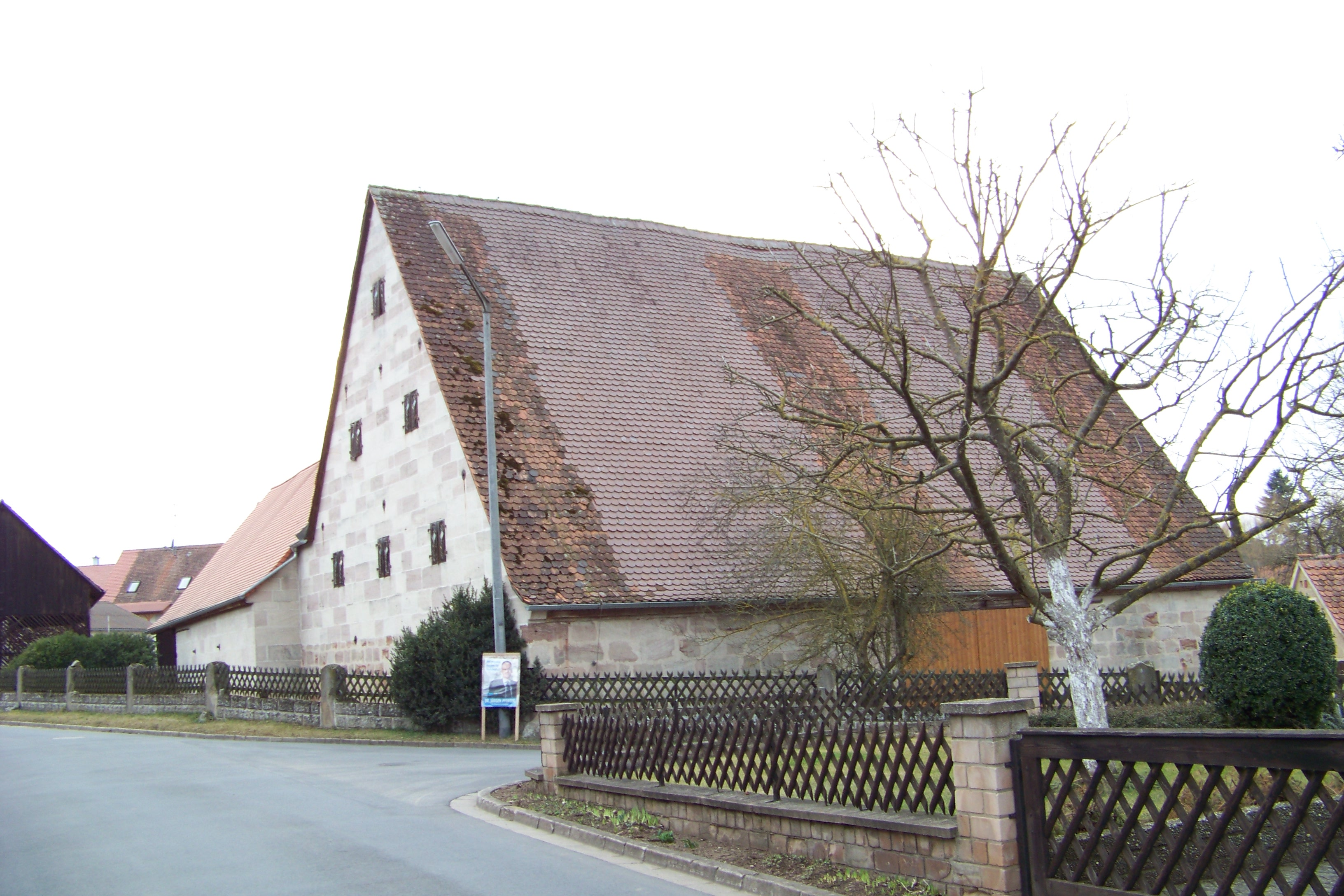
Alte Scheune

Gottmannsdorf (fränkisch: Gammasch-dorf) ist ein Gemeindeteil der Stadt Heilsbronn im Landkreis Ansbach (Mittelfranken, Bayern). Gottmannsdorf liegt in der Gemarkung Bonnhof.

## Geografie
Südlich des Dorfs entlang der Bahnstrecke Nürnberg–Crailsheim befindet sich eines der größten Photovoltaikanlagen des Landkreises Ansbach. Im Norden liegt das Waldgebiet Schwall, im Nordosten schließt sich die Hirschleiten und im Osten das Egestal an. 1 km westlich liegt das Waldgebiet Lohe. Gemeindeverbindungsstraßen führen nach Müncherlbach (1,7 km südöstlich), nach Raitersaich zur Kreisstraße AN 25/FÜ 22 (1,4 km nordöstlich), nach Bürglein (2,4 km nordwestlich), Bonnhof (2,6 km westlich) und Heilsbronn (3 km südwestlich) jeweils zur Staatsstraße 2410.

## Geschichte
In Zusammenhang mit der Errichtung einer Kirche im Jahre 1239 wurde der Ort als „Godemůzelstorf“ erstmals urkundlich erwähnt. Das Bestimmungswort des Ortsnamens ist der slawische Personenname Godomusl. Es ist davon auszugehen, dass der Ort zu den Siedlungen zählt, die von den Slawen angelegt wurden (s. Slawische Siedlungsnamen in Nordostbayern). Die Schreibweise des Ortsnamens änderte sich in der Folgezeit mehrfach: „Gotmuzzelsdorf“ (1268), „Gotmanssdorff“ (1402), „Gotmannsdorff“ (1413), „Gotmanßdorff“ (1504).
Die Kirche war ursprünglich eine Filiale von St. Maria (Großhaslach), ab 1249 von St. Johannes (Bürglein). Das Kloster Heilsbronn erwarb nach und nach acht Höfe, zwei blieben nürnbergisch.
Im 16-Punkte-Bericht des Klosteramts Heilsbronn aus dem Jahr 1608 wurden für Gottmannsdorf nur die sieben Mannschaften verzeichnet, die das Kastenamt Bonnhof als Grundherrn hatten (vier Bauern, zwei Köbler und einen Stadel). Die Mannschaften anderer Grundherren wurden nicht aufgelistet. Das Hochgericht übte das brandenburg-ansbachische Kasten- und Stadtvogteiamt Windsbach aus. Im Dreißigjährigen Krieg brannten neben der Kirche vier Höfe ab, vier waren unbewohnt und verödeten, nur zwei blieben bewohnt.
Gegen Ende des 18. Jahrhunderts gab es in Gottmannsdorf 9 Anwesen. Das Hochgericht übte das brandenburg-bayreuthische Stadtvogteiamt Markt Erlbach im begrenzten Umfang aus. Es hatte ggf. an das brandenburg-ansbachische Richteramt Roßtal auszuliefern. Die Dorf- und Gemeindeherrschaft hatte das brandenburg-bayreuthische Kastenamt Bonnhof. Grundherren waren das Kastenamt Bonnhof (4 Höfe, 2 Güter, Gemeindehirtenhaus) und das Landesalmosenamt der Reichsstadt Nürnberg (1 Hof, 1 Wirtshaus). Es gab zu dieser Zeit acht Untertansfamilien. Von 1797 bis 1808 unterstand der Ort dem Justiz- und Kammeramt Cadolzburg.
Im Rahmen des Gemeindeedikts wurde Gottmannsdorf dem 1808 gebildeten Steuerdistrikt Bürglein und der 1810 gegründeten Ruralgemeinde Bürglein zugeordnet. Mit dem Zweiten Gemeindeedikt (1818) wurde Gottmannsdorf in die neu gebildete Ruralgemeinde Bonnhof umgemeindet. Diese wurde am 1. Januar 1972 im Zuge der Gebietsreform in Bayern in die Stadt Heilsbronn eingegliedert.

### Baudenkmäler
- Haus Nr. 5: Wohnhaus mit Scheune[16]
- Glockenturm der ehemaligen Kirche: zweigeschossiger verputzter Ziegelbau wohl des 18. Jahrhunderts mit Stichbogenöffnungen und vierseitigem Pyramidendach[17]
- Steinkreuz, mittelalterlich, im Osten des Ortes an der Weggabelung nach Raitersaich und Müncherlbach aus Sandstein mit zwei eingeritzten Pflugscharen[17]
- Martersäule, barock, am Südausgang des Ortes: Hohe Sandsteinstele über quadratischem Grundriss mit abgekanteten Ecken über dem Sockel[17]

### Einwohnerentwicklung
| Jahr      | 1818   | 1840   | 1861   | 1871   | 1885   | 1900   | 1925   | 1950   | 1961   | 1970   | 1987   | 2007 | 2016  |
| Einwohner | 74     | 121    | 129    | 122    | 123    | 112    | 127    | 167    | 119    | 58     | 116    | 111  | 109   |
| Häuser    | 12     | 16     |        |        | 22     | 20     | 26     | 23     | 24     |        | 25     |      |       |
| Quelle    | [ 19 ] | [ 20 ] | [ 21 ] | [ 22 ] | [ 23 ] | [ 24 ] | [ 25 ] | [ 26 ] | [ 27 ] | [ 28 ] | [ 29 ] |      | [ 1 ] |

## Religion
Gottmannsdorf ist seit der Reformation evangelisch-lutherisch geprägt und bis heute nach St. Johannes (Bürglein) gepfarrt. Die Einwohner römisch-katholischer Konfession sind nach Unsere Liebe Frau (Heilsbronn) gepfarrt.